# Премијера
Премијера (фр. première) је прво извођење уметничког дела у јавности.
Овај израз се по правилу повезује са уметношћу, позориштем, музиком и плесом или другим културним феноменима. Разликује се од једне премијере по томе што је праизведба прво извођење од свих премијера. Израз се углавном користи за прву премијеру музичких дела али се, такође, користи и за филм, али тада се зове праизведба филмског фестивала или светска премијера.

## Спектакуларне праизведбе
- Девета симфонија Лудвига ван Бетовена чијим извођењем је дириговао након што је оглувео.
- Малерова симфонија изведена са више од 1000 музичара и певача, касније названа и „Симфонијом хиљаде” (Симфонија бр. 8).
- Праизведба опере „Аида” 24. децембра 1871. у египатском главном граду Каиру поводом отварања Суецког канала.